# Villa d’Este
Villa d’Este – willa znajdująca się w Tivoli niedaleko Rzymu. Arcydzieło architektury oraz projektowania ogrodów. Wpisana na listę światowego dziedzictwa UNESCO.
Villa d’Este została przebudowana na rozkaz kardynała Ippolito d’Este (1509–1572), syna Alfonsa I d’Este, księcia Ferrary i Modeny, oraz Lukrecji Borgii, córki papieża Aleksandra VI. Kolejny papież – Juliusz III mianował Ippolita zarządcą Tivoli i w prezencie dał mu villę. Całkowitej przebudowy dokonano według planów Pirro Ligorio i pod kierunkiem architekta-inżyniera z Ferrary – Alberto Galvani (nadwornego architekta rodziny d’Este). Głównym malarzem i dekoratorem wnętrz był Livio Agresti z Forlì. Od 1550 do jego śmierci w 1572 – kiedy villa była już niemal wykończona, Agresti stworzył budynek podobny do pałacu, otoczony wspaniałymi tarasowymi ogrodami w stylu późnego renesansu.